# Indianapolis 500 in 1940

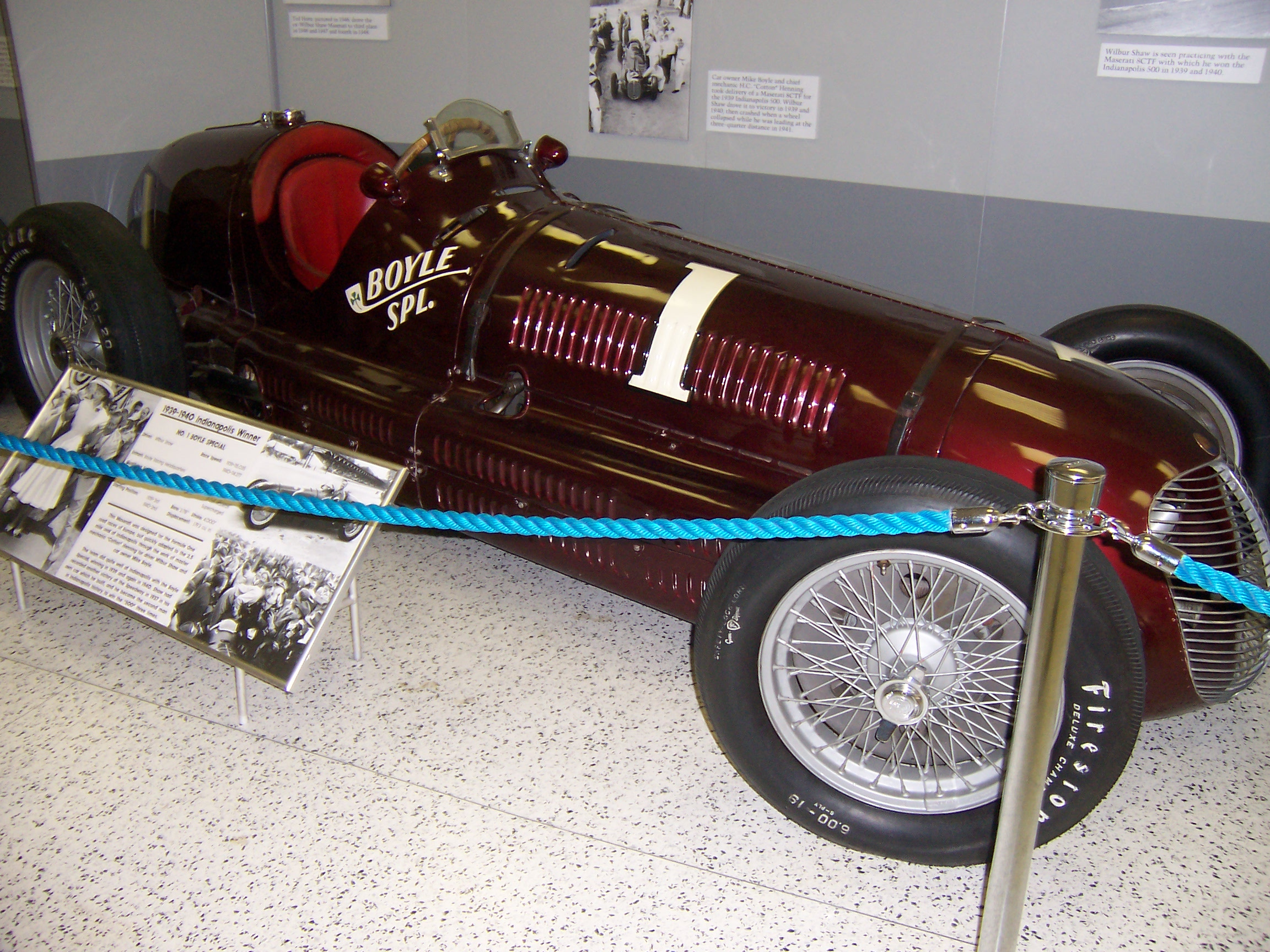
De auto waarmee Foyd Roberts de Indy 500 van 1940 won

De 28e Indianapolis 500 werd gereden op donderdag 30 mei 1940 op de Indianapolis Motor Speedway. Amerikaans coureur Wilbur Shaw won de race voor de derde en laatste keer in zijn carrière. De race werd in de 150e ronde geneutraliseerd door regenweer waardoor de laatste 50 ronden werden gereden achter de pace car.

## Startgrid
| Rij | Binnen           | Midden          | Buiten            |
| --- | ---------------- | --------------- | ----------------- |
| 1   | Rex Mays         | Wilbur Shaw     | Mauri Rose        |
| 2   | Ted Horn         | Mel Hansen      | Cliff Bergere     |
| 3   | Frank Wearne     | Frank Brisko    | Tommy Hinnershitz |
| 4   | Joel Thorne      | Russ Snowberger | Babe Stapp        |
| 5   | Kelly Petillo    | Sam Hanks       | Harry McQuinn     |
| 6   | George Barringer | George Connor   | Louis Tomei       |
| 7   | Doc Williams     | Bob Swanson     | Ralph Hepburn     |
| 8   | Emil Andres      | George Robson   | Raúl Riganti      |
| 9   | Duke Nalon       | Joie Chitwood   | Chet Miller       |
| 10  | Al Putnam        | Paul Russo      | Al Miller         |
| 11  | René Le Bègue    | Billy Devore    | Floyd Davis       |

## Race
| #                                  | Coureur           | Auto                  | Ronden | Opgave     |
| ---------------------------------- | ----------------- | --------------------- | ------ | ---------- |
| 1                                  | Wilbur Shaw       | Maserati              | 200    |            |
| 2                                  | Rex Mays          | Stevens-Winfield      | 200    |            |
| 3                                  | Mauri Rose        | Wetteroth-Offenhauser | 200    |            |
| 4                                  | Ted Horn          | Miller                | 199    |            |
| 5                                  | Joel Thorne       | Adams-Spark           | 197    |            |
| 6                                  | Bob Swanson       | Stevens-Sampson       | 196    |            |
| 7                                  | Frank Wearne      | Stevens-Offenhauser   | 195    |            |
| 8                                  | Mel Hansen        | Wetteroth-Miller      | 194    |            |
| 9                                  | Frank Brisko      | Stevens-Brisko        | 193    |            |
| 10                                 | René Le Bègue     | Maserati              | 192    |            |
| 11                                 | Harry McQuinn     | Alfa Romeo            | 192    |            |
| 12                                 | Emil Andres       | Stevens-Offenhauser   | 192    |            |
| 13                                 | Sam Hanks         | Weil-Duray            | 192    |            |
| 14                                 | George Barringer  | Weil-Offenhauser      | 191    |            |
| 15                                 | Joie Chitwood     | Adams-Offenhauser     | 190    |            |
| 16                                 | Louis Tomei       | Miller-Offenhauser    | 190    | Mechanisch |
| 17                                 | Chet Miller       | Alfa Romeo            | 189    |            |
| 18                                 | Billy Devore      | Shaw-Offenhauser      | 181    |            |
| 19                                 | Al Putnam         | Adams-Offenhauser     | 179    |            |
| 20                                 | Floyd Davis       | Lencki                | 157    |            |
| 21                                 | Kelly Petillo     | Wetteroth-Offenhauser | 128    | Mechanisch |
| 22                                 | Duke Nalon        | Silnes-Offenhauser    | 120    | Mechanisch |
| 23                                 | George Robson     | Miller-Offenhauser    | 67     | Mechanisch |
| 24                                 | Babe Stapp        | Stevens-Offenhauser   | 64     | Mechanisch |
| 25                                 | Doc Williams      | Cooper-Miller         | 61     | Mechanisch |
| 26                                 | George Connor     | Lencki                | 52     | Mechanisch |
| 27                                 | Cliff Bergere     | Wetteroth-Offenhauser | 51     | Mechanisch |
| 28                                 | Paul Russo        | Blume-Brisko          | 48     | Mechanisch |
| 29                                 | Ralph Hepburn     | Miller-Offenhauser    | 47     | Mechanisch |
| 30                                 | Al Miller         | Alfa Romeo            | 41     | Mechanisch |
| 31                                 | Russ Snowberger   | Snowberger-Miller     | 38     | Mechanisch |
| 32                                 | Tommy Hinnershitz | Adams-Offenhauser     | 32     | Ongeval    |
| 33                                 | Raúl Riganti      | Maserati              | 24     | Ongeval    |
| Gemiddelde snelheid : 183,911 km/h |                   |                       |        |            |